# Carpacoce spermacocea
Carpacoce spermacocea är en måreväxtart som först beskrevs av Heinrich Gottlieb Ludwig Reichenbach och Spreng., och fick sitt nu gällande namn av Otto Wilhelm Sonder. Carpacoce spermacocea ingår i släktet Carpacoce och familjen måreväxter.

## Underarter
Arten delas in i följande underarter:
- C. s. orientalis
- C. s. spermacocea